# Ric Kidney
Richard „Ric“ Kidney (* 31. Dezember 1935 in Bethlehem, Pennsylvania) ist ein US-amerikanischer Filmproduzent.

## Leben
Ric Kidney wuchs in Betlehem in Pennsylvania auf. Er absolvierte ein Studium an der University of the Arts in Philadelphia und war als Werbefilmer tätig. 1980 zog er nach Los Angeles und wurde als Regieassistent aktiv. Ende der 1980er Jahre ging er dann in den Bereich der Filmproduktion und die des Executive Producers über.

## Filmografie

### Filmproduzent
- 1989: Dad
- 1990: After Dark, My Sweet
- 1991: Das Geld anderer Leute (Other People’s Money)
- 1994: Der Zufalls-Dad (A Simple Twist of Fate)
- 1996: Fear – Wenn Liebe Angst macht (Fear)
- 2001: Natürlich blond (Legally Blonde)
- 2002: D-Tox – Im Auge der Angst (D-Tox)

### Executive Producer
- 1996: Die Kammer (The Chamber)
- 1998: Das Mercury Puzzle (Mercury Rising)
- 2002: Leben oder so ähnlich (Life or Something Like It)
- 2003: Der Einsatz (The Recruit)
- 2003: Welcome to the Jungle (The Rundown)
- 2004: Der Flug des Phoenix (Flight of the Phoenix)
- 2005: Vier Brüder (Four Brothers)
- 2007: Shooter
- 2009: Zuhause ist der Zauber los (Imagine That)
- 2010: Salt
- 2012: Total Recall
- 2015: The Last Witch Hunter
- 2017: XXx: Die Rückkehr des Xander Cage (xXx: Return of Xander Cage)